# Bairro Norte

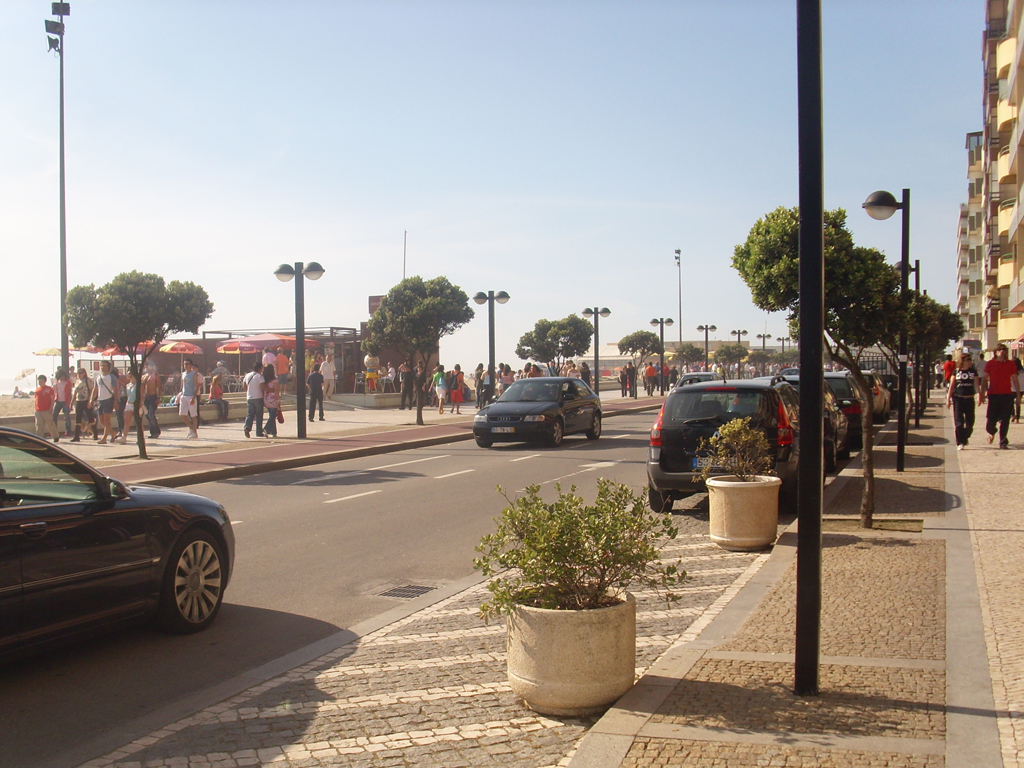
A Avenida dos Banhos é um dos espaços públicos mais populares no Norte de Portugal.

O Bairro Norte é o mais antigo bairro balnear da cidade da Póvoa de Varzim em Portugal, é também o bairro mais densamente urbanizado. O bairro localiza-se a norte do Centro da Póvoa de Varzim. É um dos seis bairros tradicionais da Póvoa de Varzim, tem por cores o azul e o amarelo e a estrela do Norte (Estrela Polar) como símbolo. No século XIX era denominado como Bairro de S.José.

## Geografia

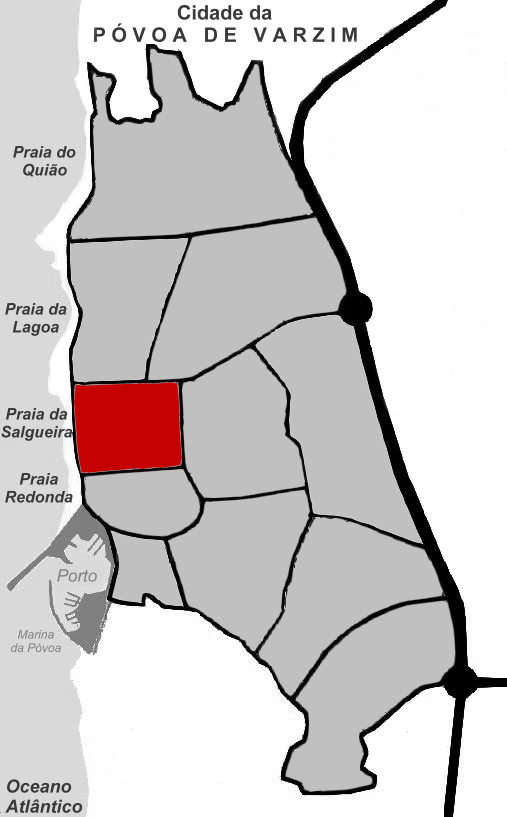
Localização do Bairro Norte.

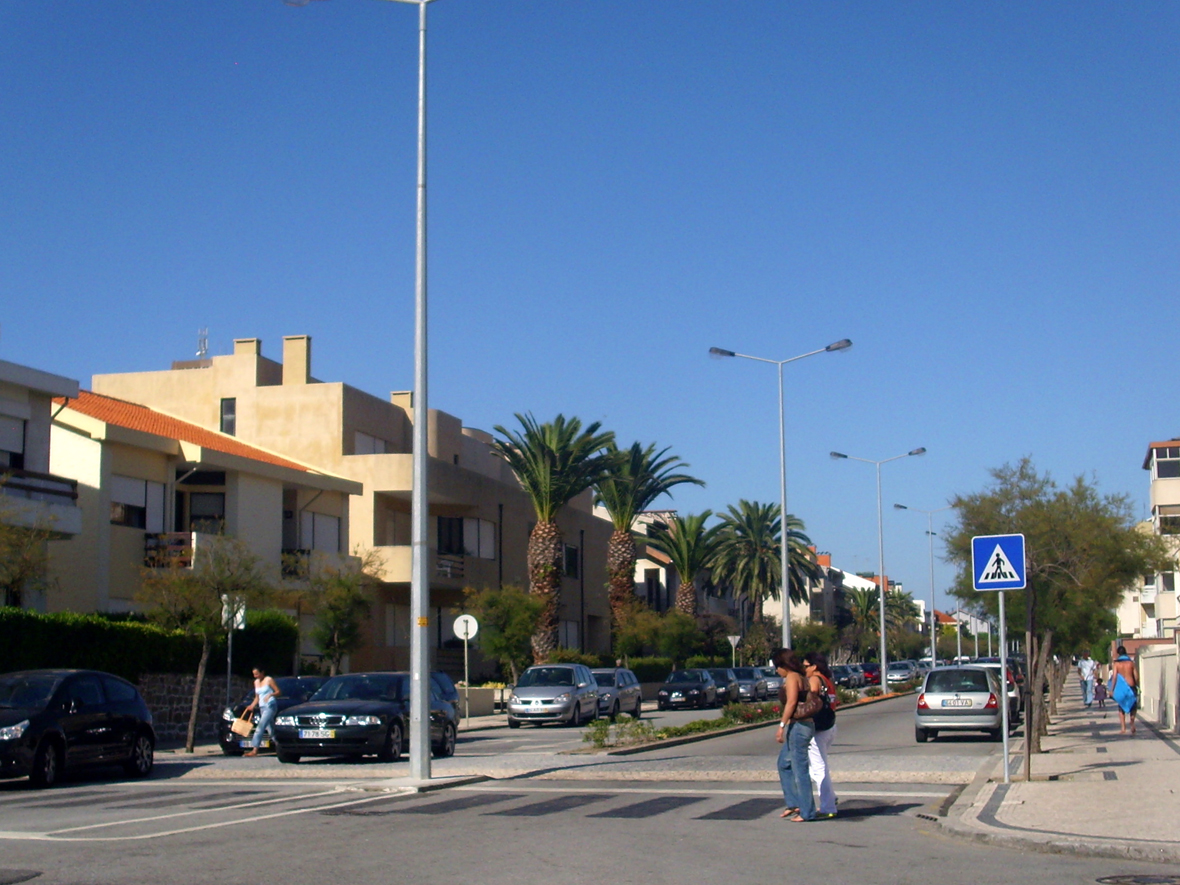
Avenida Santos Graça.

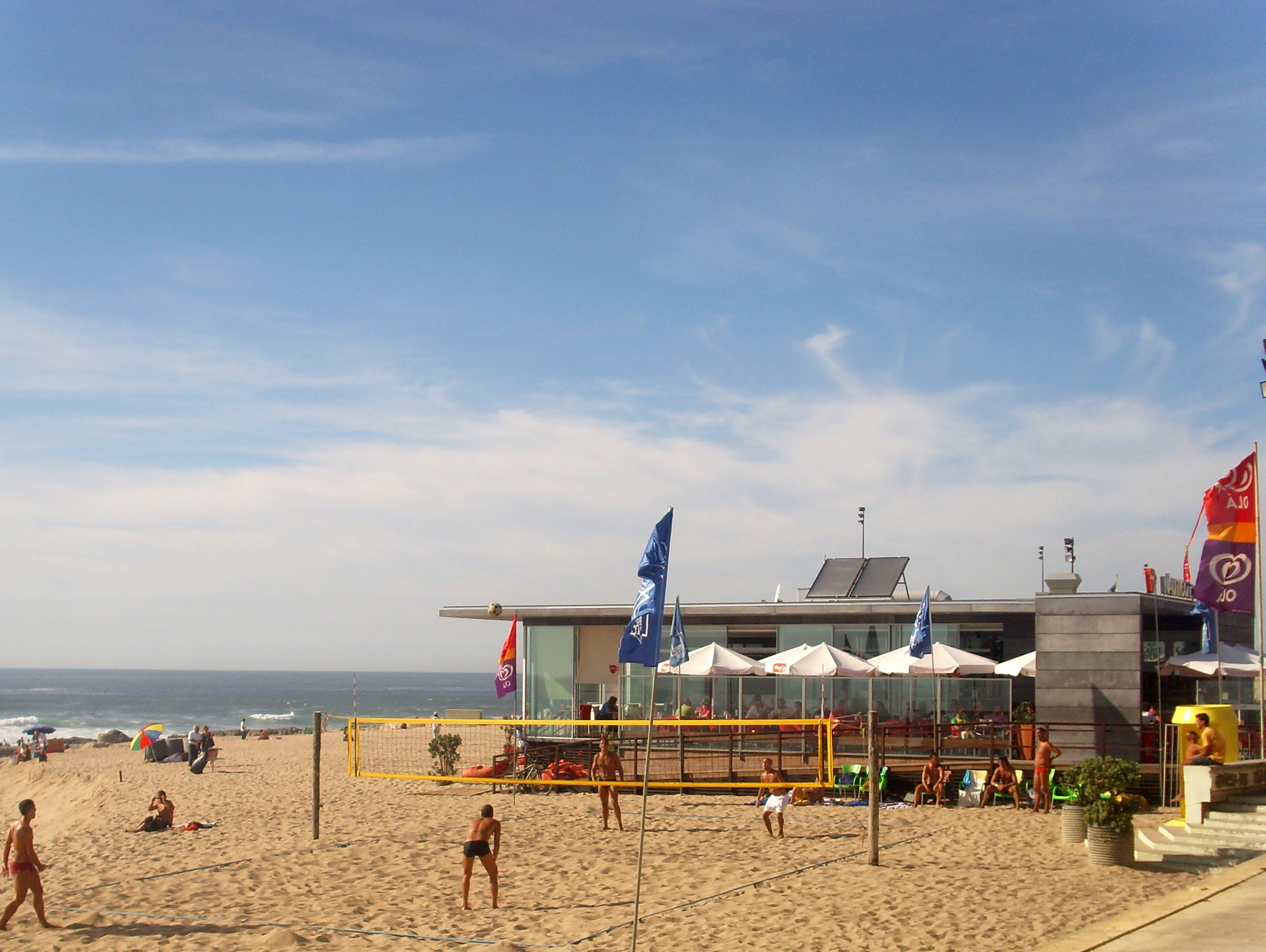
Voleibol popular na Praia Verde.

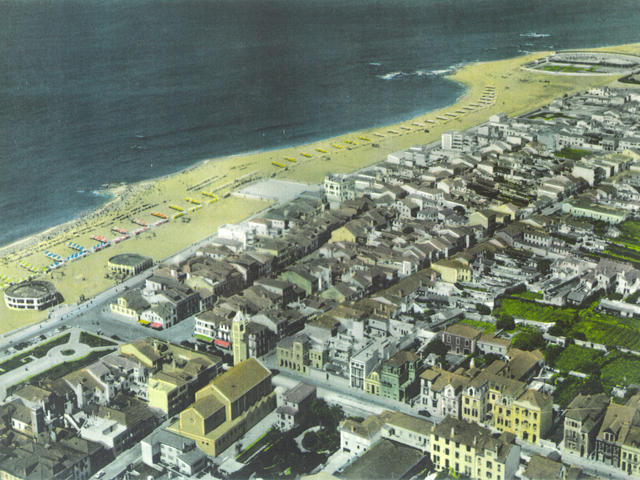
O Bairro Norte na década de 1960.

O bairro está limitado a Norte pelo Agro-Velho, a sul pelo Centro da cidade, a nascente por Barreiros/Moninhas. A poente é banhado pelo Oceano Atlântico, nas praias do Carvalhido, Salgueira e Verde. Estas são praias balneares bastante antigas, usadas desde o século XVIII e popularizadas no século XIX. A Redonda era então denominada Praia de Banhos, para as elites, e a Salgueira, hoje uma praia de surf, era conhecida como Praia de Ceboleiros, de cariz popular.

## Morfologia urbana
O bairro é cruzado por pequenos arruamentos em forma de malha, alguns tornados pedonais na zona mais típica, e por algumas avenidas mais amplas que correm paralelas em direcção ao mar. A Avenida Vasco da Gama, ladeada por torres até 18 andares, já na zona da Nova Póvoa, é uma avenida de serviços, das mais importantes da cidade, a par da Avenida Mousinho de Albuquerque ou da Avenida 25 de Abril. A Avenida Santos Graças, entre a Praça Luís de Camões e a Praça 5 de Outubro, com coeficientes de construção significativamente inferiores, é uma avenida residencial balnear, das mais caras de todo o Grande Porto.
Paralelas ao mar, a Avenida dos Banhos e a rua Gomes de Amorim (Estrada Nacional 13) ladeiam as partes poente e nascente, respectivamente. A Avenida dos Banhos, na orla costeira, é o principal arruamento balnear da cidade, dado que corre junto às praias clássicas da cidade, sendo uma avenida bastante popular no Norte de Portugal.
A rua Latino Coelho (antiga Rua do Ramalhão) e a rua Serpa Pinto (antiga Rua de S. Carlos) são as rua com os elementos arquitectónicos mais relevantes desta zona da cidade. A Capela de Nossa Senhora do Desterro, inaugurada a 9 de Maio de 1880, encontra-se na Rua Serpa Pinto. A rua Elias Garcia (antiga rua do Carvalhido), diferencia-se em relação à rectitude das restantes por ser tortuosa, esta rua era onde se situava o antigo termo da Póvoa.
Ruas e praças relevantes do Bairro Norte:
- Rua Latino Coelho — antiga Rua do Ramalhão
- Rua António Graça — antiga Rua do Norte
- Rua Patrão Sérgio  — antiga Rua da Atafona (engenho de tracção animal destinados à moagem de cereal, azeitona e produtos destinados à tintagem de tecidos)
- Rua Serpa Pinto  — antiga Rua de São Carlos
- Avenida dos Banhos — antiga Rua da Regoiça
- Avenida Santos Graça
- Avenida Vasco da Gama
- Praça Luís de Camões
- Rua Gomes de Amorim —  antiga Estrada Real n.º 30, EN 13
- Rua Elias Garcia - antiga Rua do Carvalhido

## História
D.João VI por Provisão Régia de 14 de Novembro de 1825 confirma a posse aos pescadores da Póvoa das praias a norte do Paredão do porto de pesca. Um padre solicita à Câmara da Póvoa, uma porção de areia ao norte do paredão, para erigir uma capela dedicada a S. José. A Câmara autoriza a ideia em 16 de Setembro de 1837.
No século XIX era já um vibrante bairro piscatório. No entanto, esta zona estava já a se desenvolver como bairro balnear. Este desenvolvimento leva a que as ruas piscatórias típicas do bairro norte como a Rua do Ramalhão e a Rua do Norte sofram durante todo o século XX até aos dias de hoje de processos de gentrificação, com a alteração das população, e da saída dos pescadores para zonas desabitadas a sul no Porto de Pesca, num lugar denominado de Caxinas em Vila do Conde. Apesar disso, os banheiros do Bairro Norte preservaram o uso de Siglas poveiras visíveis nos apoios de praia, e parte significativa da população deslocada, manteve-se fiel ao bairro, visível durante as competições entre bairros das Festas de São Pedro. Simbolicamente, em 1876 foi oferecida oferecida a imagem do "Senhor dos Navegantes" à capela de S. José de Ribamar, sede da Confraria do mesmo nome. Esta invocação perdurará na capela das Caxinas, a Igreja Paroquial do Senhor dos Navegantes.
Nos anos 70, o bairro sofreu uma nova rápida alteração e verticalização na zona de praia e continuou com os processos de gentrificação até à actualidade.

## Festas e romarias

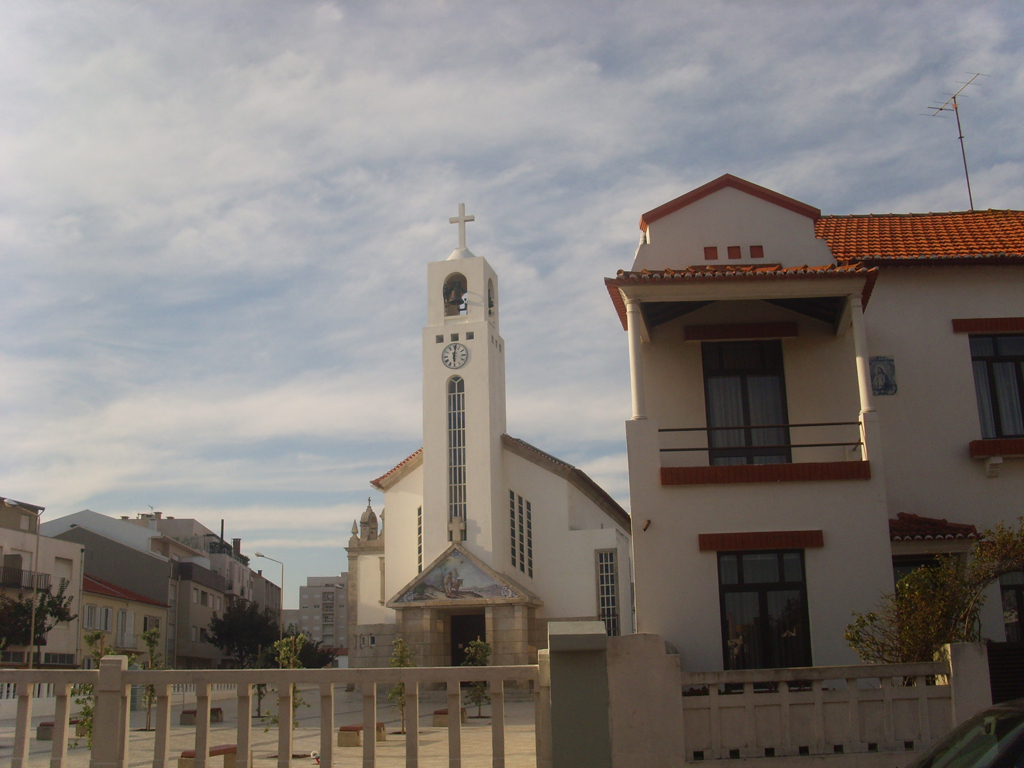
Capela do Desterro.

O bairro é servido pela Paróquia de Ribamar, dedicada a São José. A Festa da Senhora do Desterro é uma das festas mais típicas, conhecida pela criação de tapetes floridos que cobrem algumas ruas do bairro.
A Confraria de S. José de Ribamar com opa azul e "cabeção" amarelo, adoptadas como as cores do bairro, teve os seus estatutos aprovados em 1859 e a paróquia criada em 1935. A Confraria de Nossa Senhora do Desterro (Opa branca e "cabeção" azul) foi integrada na
paróquia de S. José de Ribamar foi fundada em 1937.
As Festas de São Pedro do Bairro Norte de 28 para 29 de Junho, durante as festas da cidade, são organizadas pela principal associação do bairro: o Centro de Desporto e Cultura Juve Norte. O Rancho Estrela do Norte, fundado no dia de São Pedro em 1954, é um rancho de raiz urbana, apresentando a típica mulher poveira, a Tricana. Desde 1986 que o Rancho está agregado à secção cultural do C.D.C. JuveNorte. A 14 de Setembro de 2014 realizou-se a procissão em honra de São José, padroeiro da paróquia, que não se realizava há 61 anos. Em 2015 voltou a realizar-se tornando-se numa festa anual, sempre no segundo domingo de Setembro.

## Património
- Capela de Nossa Senhora do Desterro
- Capela de São Roque e São Tiago
- Igreja Paroquial de São José de Ribamar